# 高石太
高石 太（たかいし ふとし、1948年〈昭和23年〉10月4日 - 2020年〈令和2年〉1月31日）は、元吉本新喜劇、松竹新喜劇の座員、元漫才師。本名は鈴木 雄偉。愛媛県出身。貝塚高校普通科卒業。

## 来歴・人物
1970年に新劇青猫座、1973年に劇団喜劇の座員を経て1975年1月に吉本新喜劇の座員になる。最初の芸名は「桂木甲介」。大きな体と太鼓腹を生かした。舞台の演出で喧嘩やいざこざが起きた際に仲裁に入った高石がプロレスのハンマースルーの様な形で振り飛ばされ、腹から滑って、起き上がり、服をめくり太鼓腹を晒し腹をさすりながら「熱う～！！熱う～！！」と叫ぶギャグで一世を風靡。
副座長まで上り詰めたが、1987年初旬に退団、同年4月に同時期に退団した木村明と漫才コンビ「明太Co」を結成。2年も持たずして解散、後に髙田次郎に師事し松竹新喜劇に移籍した。
その後、松竹新喜劇を辞し、「あつあつ一座」を結成。地方公演を中心に活動する。札幌を拠点に市民喜劇団「教文13丁目笑劇一座」に所属する。その一方で、柏木輝誉をバックアップメンバーに擁し「劇団輝」を結成。喜劇やコントを市民体育館等でボランティア公演したり、自身の芸を一般市民に教授するなどお笑いを通じて地域の活性化のため活動していた。
2020年1月31日、虚血性心疾患のため、北海道札幌市の療養施設で死去。71歳没。
子息（父のギャグから「あつあつ鈴木」と呼ばれている）は毎日放送に勤務しており、出向先のMBSラジオで『森たけしのスカタンラジオ』のプロデューサーを務めていた（番組を離れた後の2024年8月27日には、構成作家「さいとうわに」の代役として番組全編に出演）。

## ギャグ
- 上記のあつあつのギャグ以外

泣き喚き、そのうち泣き声が「うだうだうだうだ！うだうだうだうだ～！」となり、最後に突然「うだうだ！カーッッ！！」と両手で引っ掻く真似をして相手を驚かせる。
ええでええでええでー

## エピソード
あつあつはしゃべり下手だったために生み出されたギャグで、仕事の営業先（祭り会場の砂利道やアスファルトの上など）何処でもやらされるためお腹の生傷が絶えなかった。

## 出演番組
- モーレツ!!しごき教室 毎日放送
- 必殺仕事人V （1985年、第9話「主水、キン肉オトコに会う」）
- 傑作時代劇 第22話「忠臣蔵異聞　生きていた吉良上野介」（1987年、テレビ朝日）
- 続・三匹が斬る! 第8話「消えた夫、無礼講祭りに来た女」（1989年2月9日）
- 水戸黄門 第18部 第18話「怨みの仮面舞踏会 -長崎-」（1989年、TBS）

## CM
- アジヨシ - 大阪市鶴橋の焼肉店。木村明と共演。ギャグ「あつ、あつ」も披露している[4]